# Lerga
Lerga ist eine Gemeinde (municipio) mit 43 Einwohnern (Stand: 2024) in der Autonomen Gemeinschaft Navarra. Zur Gemeinde gehört auch die Wüstung Abáiz (baskisch Epaitz).

## Lokale Situation
Lerga liegt zu Füßen des Bergrückens Sierra de Leyre und in einer Höhe von etwa 620 m. Pamplona liegt etwa 28 Kilometer nordnordwestlich von Lerga.

## Kultur und Sehenswürdigkeiten
- Wüstung und Ruine der Helenenkirche Abáiz

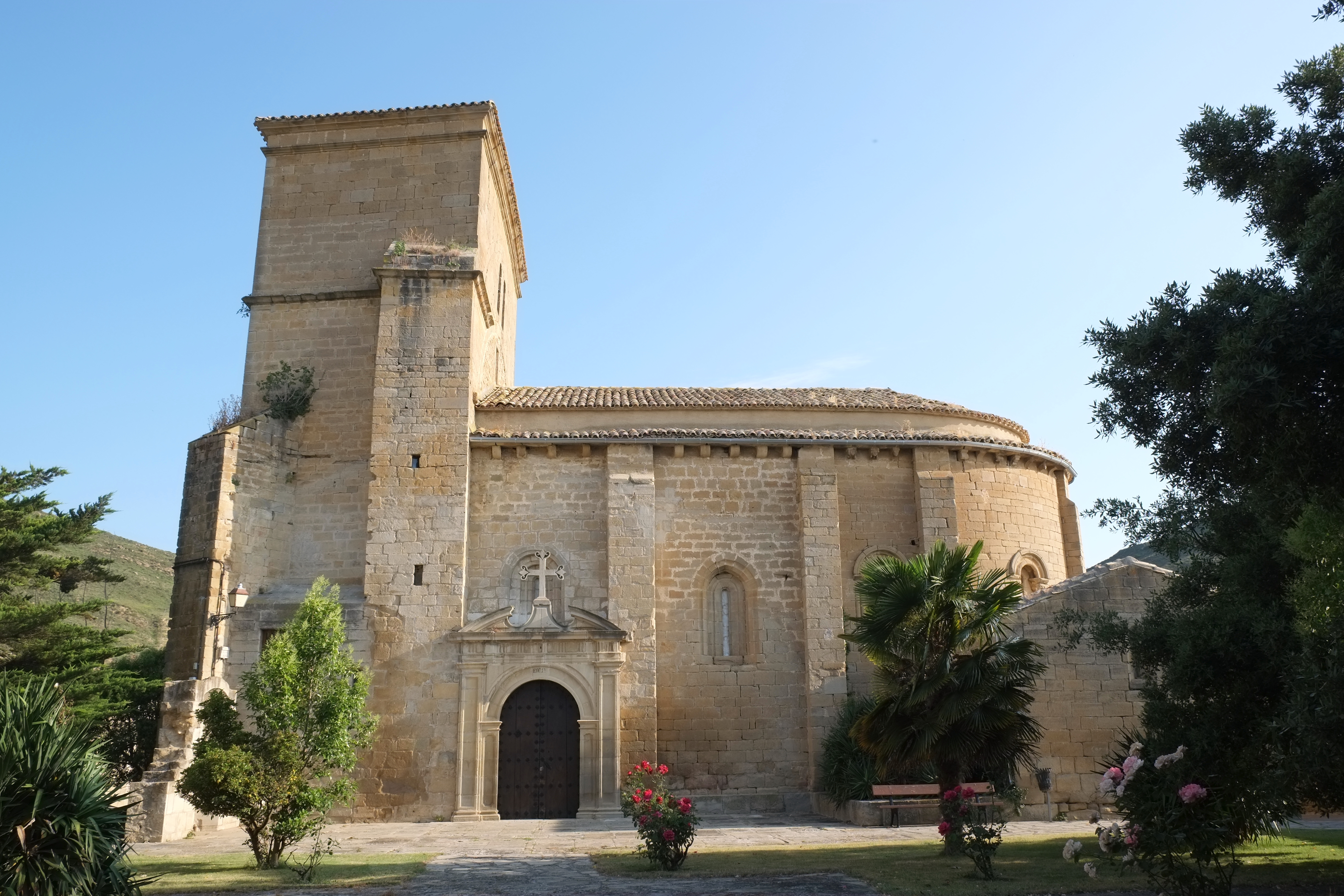
Martinskirche
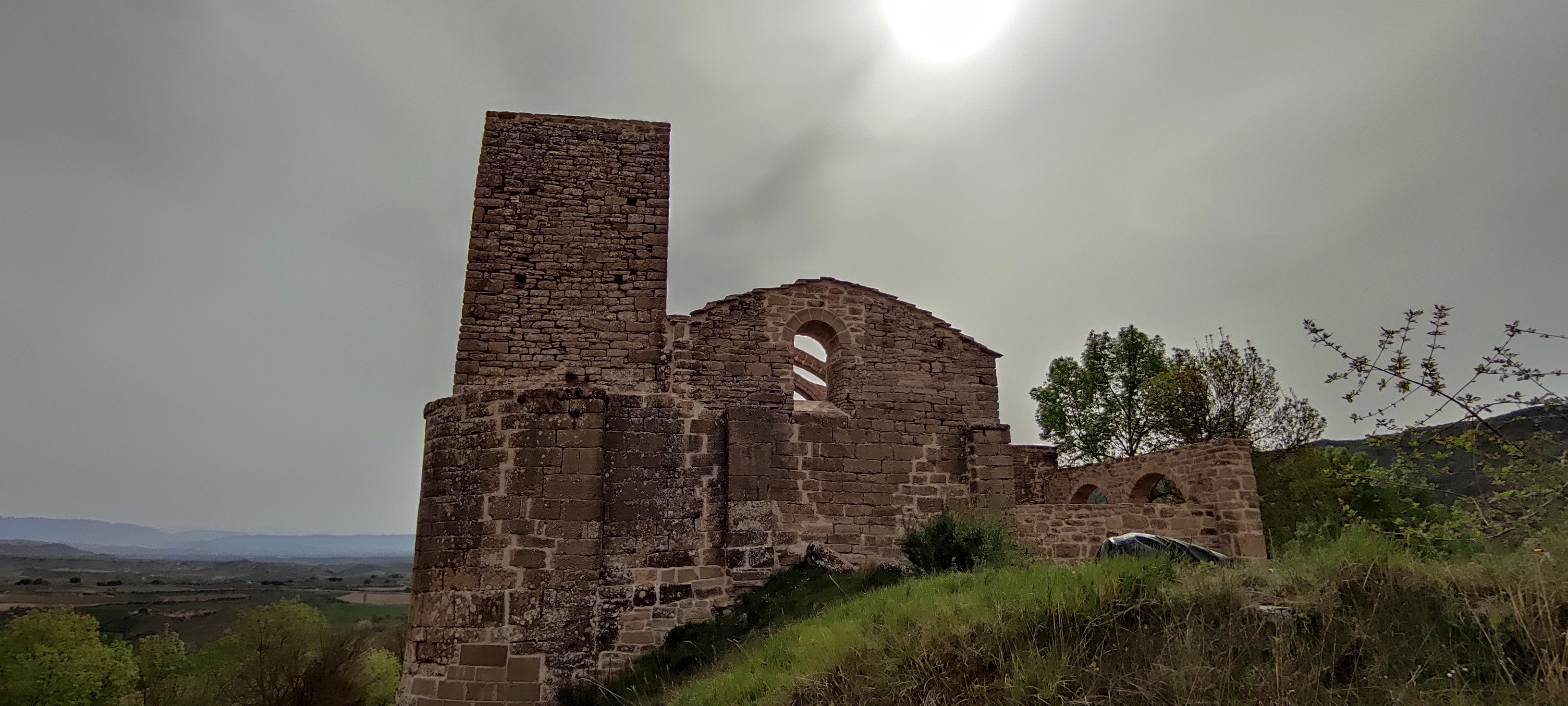
Wüstung und Kirche Abáiz

- Martinskirche
- Wüstung und Kirche Abáiz